# SHOOT BOXING 2016 act.2
SHOOT BOXING 2016 act.2（シュートボクシング 2016 アクト2）は、シュートボクシングの大会の一つ。2016年4月3日、東京都文京区後楽園ホールで開催された。

## 大会概要
宍戸大樹が18年の選手人生に幕を閉じる引退試合を開催。壮絶な肘の打ち合いの末、TKOにて黒星となり、合計21針を縫った。

## 試合結果
第1試合 スーパーバンタム級=55.0kg エキスパートクラス特別ルール
◯  日本 大桑宏章 vs.  日本 佐藤執斗 ×
3R 終了 判定3-0（29-25、29-25、28-25）
第2試合 エキスパートクラス特別ルール　スーパーバンタム級
◯  日本 伏見和之 vs.  日本 竹野元稀 ×
3R 終了 判定3-0（30-27、30-28、30-27）
第3試合 エキスパートクラス特別ルール　スーパーライト級
◯  日本 MASAYA vs.  ブラジル アラン・ソアレス ×
3R 1分30秒 終了 KO（右ハイキック）
第4試合 ヘビー級　エキスパートクラス特別ルール
◯  日本 南国超人 vs.  日本 高瀬大樹 ×
3R 終了 判定3-0（30-27、30-28、30-27）
第5試合 65.5kg契約 エキスパートクラス特別ルール
×  タイ タップロン・ハーデスワークアウト vs.  日本 UMA ◯
2R 0分42秒 終了 TKO（レフェリーストップ）
第6試合 55.5kg契約 エキスパートクラス特別ルール
◯  日本 内藤大樹  vs.  日本 佐野貴信 ×
3R 終了 判定3-0（30-29、30-29、30-28）
第7試合 68.5kg契約 エキスパートクラスルール
×  日本 宍戸大樹 vs.  タイ ジャオウェハー・シーリーラックジム ◯
3R 1分14秒 終了 TKO（レフェリーストップ）